# باشگاه فوتبال لشو دو فوند
باشگاه فوتبال لشو دو فوند (فرانسوی: FC La Chaux-de-Fonds‎) یک باشگاه فوتبال در شهر لشو دو فوند، سوئیس است.
این باشگاه در سال ۱۸۹۴ تأسیس شده سابقه ۳ قهرمانی در لیگ فوتبال سوئیس و ۶ قهرمانی در جام حذفی سوئیس را دارد.

## افتخارات
- لیگ فوتبال سوئیس:
  - قهرمان (۳): ۱۹۵۳–۵۴, ۱۹۵۴–۵۵, ۱۹۶۳–۶۴
  - نایب قهرمان (۳):۱۹۰۴–۰۵, ۱۹۱۶–۱۷, ۱۹۵۵–۵۶
- جام حذفی فوتبال سوئیس:
  - قهرمان (۶): ۱۹۴۸, ۱۹۵۱, ۱۹۵۴, ۱۹۵۵, ۱۹۵۷, ۱۹۶۱
  - نایب قهرمان (۱): ۱۹۶۴